# Cordillera Absaroka
La cordillera Absaroka (en inglés: Absaroka Range) es una pequeña cordillera de los Estados Unidos, una de las estribaciones orientales de las Montañas Rocosas, localizada en el extremo noroeste del estado de Wyoming y en la parte centromeridional de Montana.
La parte de la cordillera que está en Wyoming está incluida dentro del parque nacional Yellowstone y partes de la misma forman también parte de los bosques nacionales Gallatin, Shoshone y Custer.

## Historia
La cordillera lleva el nombre de una de las tribus indias de la nación crow, los absaroka.
El topónimo deriva del nombre en lengua hidatsa para el pueblo crow, que significa «hijos del pájaro de gran hocico» (en contraste, el nombre crow, Awaxaawe Báaxxioo, significa «montañas puntiagudas» [como castillos de arena].[cita requerida]
John Colter, que pudo haber sido el primer blanco que visitó la zona,[cita requerida] probablemente viajó a lo largo del pie de las Absarokas en 1807 durante su reconocimiento de la región de Yellowstone. Otros exploradores pioneros fueron Gustavus Cheyney Doane y Nathaniel P. Langford, quien ascendió a la cima del pico Colter en 1870.
El USS Absaroka lleva el nombre de esta cordillera.

## Geografía

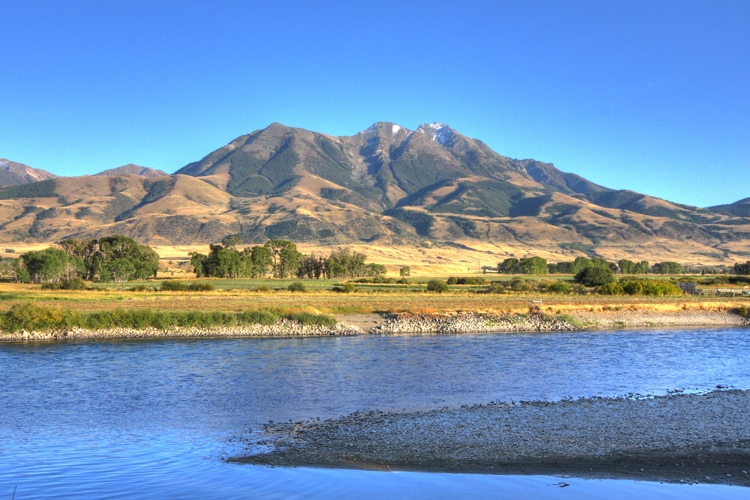
Pico del Emigrante, tras el río Yellowstone, en el Parque nacional.

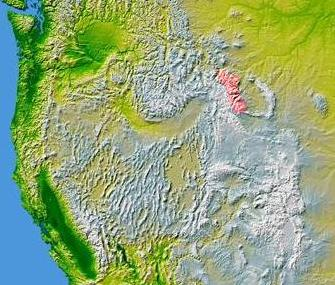
Localización de la cordillera Absaroka.

La cordillera Absaroka tiene cerca de 240 km de longitud y corre a caballo entre los estados de Montana y Wyoming, formando la frontera oriental del parque nacional de Yellowstone y el lado occidental de la cuenca del río Bighorn.
La cordillera está bordeada por las montañas Beartooth, al norte, y por la cordillera Wind River, al sur.  El punto más alto es el pico Francs, con 4009 m de altura. Hay además otras cuarenta y seis cumbres de más de 12 000 pies (3658 m). 
La carretera US Highway 212 desde Billings (Montana) a Yellowstone, asciende por el paso Beartooth (3290 m), en las vecinas montañas Beartooth antes de atravesar los Absarokas por la puerta noreste del parque nacional de Yellowstone. Sólo se abre durante el verano. La ruta US 14/16/20 sigue el río Shoshone desde Cody atravesando la cordillera por la puerta este del parque.

## Áreas protegidas

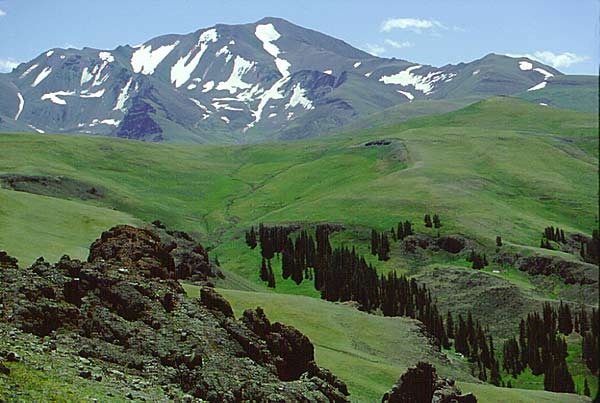
Francs Peak en el Bosque Nacional Shoshone, Wyoming.

La mayor parte de la cordillera se encuentra dentro de zonas protegidas: además del Parque de Yellowstone, casi toda la cordillera está incluida en alguno de los bosques nacionales de la zona, como el Gallatin (en la vertiente oriental), el Shoshone (en la parte norte) y el Custer. Además, están delimitadas varias áreas de vida silvestre, como la Absaroka-Beartooth («Absaroka-Beartooth Wilderness»), en la zona norte, dentro de Montana; Absaroka Norte  («North Absaroka Wilderness»), en la parte septentrional de Wyoming; Teton («Teton Wilderness»), en la parte central de la vertiente oriental; y Washakie («Washakie Wilderness»), en la parte meridional. 

## Hidrología
La cordillera es drenada por el río Yellowstone y varios de sus afluentes, entre ellos el río Bighorn.

## Trivia
El barco USS Absaroka lleva su nombre por esta cordillera.